# Sterictopsis
Sterictopsis là một chi bướm đêm thuộc họ Geometridae.

## Các loài
Bao gồm các loài:
- Sterictopsis argyraspis Lower, 1893
- Sterictopsis divergens Goldfinch, 1929
- Sterictopsis inconsequens Warren, 1898